# Антоній Суходольський
Антоній Суходольський (пом. 1799) — державний діяч Великого князівства Литовського, каштелян Смоленський ( 1790 — 1793 ) і Мерецький (1793 — 1794 ), воєвода Гродненський (1794 — 1795). 

## Життєпис
Представник литовського шляхетського роду Суходольських герба «Слєповрон». Рід Суходольських здавна проживав у Волковиському повіті. Син кравця Вовковиського Казимира Суходольського і Антоніни Пукшти. 
У 1764 кравець Вовковиський Антоній Суходольський підписав у своєму повіті елекцію Станіслава Августа Понятовського.  
У 1769 призначений міським суддею у Вовковиську, у 1771 став Вовковиським земським суддею.  
У 1770-х Суходольський разом з Булгарінами був основним представником підскарбія надвірного литовського Антонія Тизенгауза у Волковиському повіті. 
У 1778 Антоній Суходольський був обраний послом на сейм від Волковиського повіту. Тоді ж увійшов до складу скарбової комісії Великого князівства Литовського.  
У 1788 за підтримки короля Станіслава Августа обраний послом до Чотирирічного сейму від Смоленського воєводства.  
Безуспішно захищав військовий департамент від ліквідації. Після його ліквідації зажадав, аби новостворена військова комісія була розділена на польську і литовську. Після другої невдачі наполягав, аби кількість комісарів від Польщі і ВКЛ в одній комісії була рівною. 
13 і 19 січня 1789 Антоній Суходольський захищав раду.  
У травні 1789 відмовився від посади підскарбія великого литовського на користь свого старшого сина Яна.  
27 серпня 1789 вимагав виділення коштів на уніатські духовні семінарії.  
3 вересня 1790 виступав проти вигнання противників уніатської церкви. 
Ставлення А. Суходольського до нової польської конституції 3 травня 1791 року невідоме. У червні увійшов до поліцейської комісії, розділеної на польську і литовську.  
У листопаді 1790 отримав посаду каштеляна смоленського.  
У 1792 році Антоній Суходольський став канцлером Тарговицької конфедерації у Великому князівстві Литовському. 
У 1793 Антоній Суходольський був одним з нечисленних сенаторів, що брали участь в Гродненському сеймі. Був дуже активним і займав, за словами московського посла Якова Сіверса, «помірковану позицію». Активно виступав проти Другого поділу Речі Посполитої.  
У грудні 1793 А. Суходольський отримав звання каштеляна Мерецького, а в березні 1794 був призначений першим і єдиним воєводою гродненським. 
У 1794 Антоній Суходольський не брав  участі у повстанні під проводом Тадеуша Костюшко через недовіру до нього повстанських вождів. 
Мав резиденцію в селі Роґозьниця на Берестейщині, де в 1791 побудував палац. 
Був одружений з Терезою Биховець, від шлюбу з якою мав двох синів (Яна і Ігнація) і доньку Франциску. 